# Rhyacophila lineata
Rhyacophila lineata är en nattsländeart som beskrevs av Donald G. Denning 1956. Rhyacophila lineata ingår i släktet Rhyacophila och familjen rovnattsländor. Inga underarter finns listade i Catalogue of Life.